# Рейтер, Мария
Мария Рейтер (Кубиш) (23 декабря 1909, Берхтесгаден, Берхтесгаден, Верхняя Бавария, Германия — 28 июля 1992, Мюнхен, Германия) — любовница Адольфа Гитлера.

## Биография
Мария Йозефа Рейтер родилась 23 декабря 1909 года в Берхтесгадене. В семье её называли «Мими». Она была младшим ребёнком в семье. Семья относилась к сословию мелких буржуа. Отец Карл был портным и одним из соучредителей ячейки СДПГ в Берхтесгадене. Мать была модисткой и содержала маленький магазинчик текстильных товаров и одежды.
С Марией Рейтер Гитлер познакомился в 1926 году в магазине в Оберзальцберге, где она работала.
В 1927 году она пыталась повеситься из-за несчастной любви к Гитлеру на бельевой верёвке, привязав её к ручке окна. Её случайно обнаружил зять, спас в последний момент и вызвал семейного врача. Это произошло после того, как Гитлер стал избегать встреч с ней, намеренно переходил улицу на другую сторону, едва завидев её, а при случайных встречах делал вид, что не узнаёт. Причиной такого поведения Гитлера послужило анонимное письмо, полученное мюнхенским отделением партии. В нём председатель НСДАП обвинялся в «развратных действиях в отношении несовершеннолетней». Гитлер опасался, что это повредит его репутации, тем более что из тюрьмы в Ландсберге его освободили условно-досрочно. Ему как иностранцу при новом приговоре грозило долгосрочное заключение в тюрьме с последующим выдворением из страны. Он говорил: «Всего одна неосторожность — и я на шесть лет в тюрьме!». Гитлер отказался от Марии, написав ей короткое письмо.
Дважды выходила замуж, первый раз — за владельца гостиницы. Однако брак не удался, и в 1931 году Рейтер бросила мужа.
Второй раз вышла замуж в 1936 году за гауптштурмфюрера Георга Кубиша, офицера СС. Гитлер поздравил Кубиша с его женитьбой на собрании СС в Мюнхене. Когда Кубиш был убит в 1940 году во время битвы при Дюнкерке, Гитлер направил Марии сто красных роз.
С 1931 по 1934 и в 1938 годах она неоднократно встречалась с Гитлером. В 1938 году несколько раз посещала родительский дом Гитлера в Леондинге.
Сестра Паула Гитлер заявляла, что Адольф был влюблён в Марию Рейтер и что она была единственной женщиной, которая могла бы обуздать его разрушительные импульсы.
После войны она выступила в «защиту мужской чести Гитлера», подтвердив под присягой у нотариуса подробнейшим образом характер своих отношений с Гитлером. Главная мысль в них была, что Гитлер — как она знает из собственного опыта — был настоящим мужчиной.